# Џејмстаун (Њујорк)
Џејмстаун (енгл. Jamestown) град је у америчкој савезној држави Њујорк. По попису становништва из 2010. у њему је живело 31.146 становника.

## Демографија
Према попису становништва из 2010. у граду је живело 31.146 становника, што је 584 (1,8%) становника мање него 2000. године.
| Група             | 2000.          | 2010.          |
| Белци             | 28.235 (89,0%) | 25.998 (83,5%) |
| Афроамериканци    | 1.075 (3,4%)   | 1.273 (4,1%)   |
| Азијати           | 141 (0,4%)     | 134 (0,4%)     |
| Хиспаноамериканци | 1.567 (4,9%)   | 2.738 (8,8%)   |
| Укупно            | 31.730         | 31.146         |